# انخفاض ديموغرافي أبيض
الانخفاض الديموغرافي الأبيض هو انخفاض في السكان البيض كنسبة مئوية من إجمالي السكان في مدينة أو ولاية أو منطقة فرعية أو أمة. سجل الانحدار الديموغرافي الأبيض في عدد من البلدان والولايات الصغيرة. على سبيل المثال، وفقًا لتعداداتهم الوطنية، فإن الأمريكيين البيض والكنديين البيض والبرازيليين البيض والأشخاص البيض في المملكة المتحدة في تراجع ديموغرافي في الولايات المتحدة وكندا والبرازيل والمملكة المتحدة، على التوالي.
حاول العلماء معالجة العوامل الفرعية والنتائج المتوقعة للانخفاض الديموغرافي الأبيض في المجتمعات ذات الصلة. استخدم مصطلح الأغلبية الأقلية لتعيين منطقة أدى فيها انخفاض ما يُعرَّف على المستوى الوطني على أنه منطقة بيضاء، إلى تحول أغلبية سابقة إلى أقلية. من الأمثلة على ذلك أجزاء من الولايات المتحدة والبرازيل. تشمل المفاهيم البارزة الأخرى نظرية التحول الأبيض للديموغرافي إيريك كوفمان، والتي تتنبأ بتحويل تصنيفات البياض مع ظهور أغلبية من أعراق مختلطة، وأبحاث عالمة النفس الاجتماعي جينيفر ريشيسون في ظروف التحول العرقي، والتي توضح كيف أن عداء الناس البيض تجاه المجموعات العرقية الأخرى يزيد بشكل متناسب إلى وعيهم بانخفاض نسبة السكان البيض.
أظهر خبراء في التطرف والإرهاب أن الديموغرافيا الوطنية فيما يتعلق بالبيض معرضة للاستغلال من قبل الجماعات اليمينية الراديكالية والسياسية، بما في ذلك التمسك بنظريات المؤامرة. وقد تجلى هذا أيضًا على أنه مناهض للإجهاض، ومشاعر معادية للمهاجرين على الرغم من الأدلة الأكاديمية على أن الهجرة تساهم بشكل كبير في الحفاظ على الاقتصادات، والمؤسسات المدنية، ومستويات السكان في الأماكن المتأثرة بالتراجع الديموغرافي للبيض، مثل في جنوب الولايات المتحدة.

## ملخص

### تعريف
لوحظ انخفاض ديموغرافي أبيض إحصائيًا من قبل الأكاديميين فيما يتعلق بالدول التي تجري تعدادًا وطنيًا وتشمل فئة عرقية أو إثنية بيضاء. لاحظ الخبراء والعلماء البارزون في العديد من مجالات الدراسة الظاهرة الديموغرافية المتمثلة في سقوط الديموغرافيا البيضاء. ومن بين هؤلاء علماء الأنثروبولوجيا ليو تشافيز، ولويس بلاسينسيا من جامعة ولاية أريزونا، وريتش بنيامين، وستيفن غاردينر من جامعة لويزفيل. ديموغرافيون مثل وليام إتش فراي، وإيريك كوفمان، وروجيليو ساينز، ودودلي إل بوستون جونيور، وآن مورنينغ، وديفيد كولمان.
وقد درس الجغرافيون الاجتماعيون، مثل ماركو أنتونسيش من جامعة لوبورو، وجيمي ويندرز من جامعة سيراكيوز، وعلماء السياسة إليوت جاغر، وروبرت باب، التدهور الديموغرافي للبيض باعتباره عملية قابلة للقياس والملاحظة. نشر المؤرخان تريفور برنارد ومارك سيدجويك أعمالًا تحدد العملية الديموغرافية في مختلف الولايات القضائية. بينما يقترحون أن نسبة السكان البيض تنخفض في الولايات المتحدة، ذكر عالم الاجتماع ريتشارد ألبا وعالم الديموغرافيا دويل مايرز أن هذا الانخفاض مثير للانقسام ومبالغ فيه إلى حد ما من خلال تنسيق التعداد. ومع ذلك، يشير العديد من الأكاديميين، مثل نيكولاس ليمان، إلى أن التراجع سيؤثر على نتائج الانتخابات الوطنية في الولايات المتحدة.

### الديموغرافيا في التعدادات الوطنية
قامت العديد من التحليلات الديموغرافية الوطنية بقياس الانخفاض الديموغرافي للسكان البيض، كما هو محدد في التعدادات المحلية على أساس الأمة. لاحظت الأبحاث التي أجريت في جامعة مينيسوتا ظاهرة انخفاض نسبة السكان البيض داخل الولايات القضائية في أوروبا وأمريكا الشمالية وأوقيانوسيا:
وفقًا لآخر إحصاء سكاني في الولايات المتحدة، يتقلص عدد السكان البيض غير اللاتينيين (مكتب الإحصاء الأمريكي 2018). وقد لوحظ هذا الاتجاه في البلدان الأخرى ذات الأغلبية البيضاء بما في ذلك كندا (هيئة الإحصاء الكندية، 2017)، والمملكة المتحدة (كولمان 2016)، ونيوزيلندا (إحصائيات نيوزيلندا 2004).
فيما يتعلق بالسكان البيض على المستوى الدولي، وخاصة في العالم الغربي، اقترح عالم الديموغرافيا إيريك كوفمان أنه في عصر الانخفاض الديموغرافي الأبيض غير المسبوق، من الضروري للغاية أن يكون لها منفذ ديمقراطي. بينما عالم الاجتماع ريتشارد ألبا يعتقد أن هذا الانخفاض مبالغ فيه من خلال نظام التصنيف العرقي المستخدم في تعداد الولايات المتحدة، فيما يتعلق بالتعداد السكاني لعام 2020، كتب عالم الديموغرافيا ويليام إتش فراي:
لم يكن مكتب الإحصاء يتوقع حدوث انخفاض في السكان البيض إلا بعد عام 2024. وهذا يجعل أي نمو سكاني قومي أكثر اعتمادًا على العرق والجماعات العرقية الأخرى. يُعزى الانخفاض الديموغرافي الأبيض إلى حد كبير إلى هيكلها العمري الأكبر سنًا مقارنةً بالجماعات العرقية والإثنية الأخرى. يؤدي هذا إلى عدد أقل من المواليد والوفيات مقارنة بحجم سكانها.

## المصطلحات الإحصائية

### أقلية الأغلبية
بالإضافة إلى الإشارة إلى الديموغرافيا الإثنوثقافية واللغوية والدينية، فقد تم استخدام مصطلح أقلية الأغلبية باستمرار في السياقات العرقية في وسائل الإعلام والأوساط الأكاديمية، وعلى وجه التحديد لتحديد الانخفاض الديموغرافي للسكان البيض. في عام 2010، أفادت هيئة الإذاعة البريطانية (بي بي سي) كيف أصبحت أكبر ولايتين في أمريكا - كاليفورنيا وتكساس - ولايتي أغلبية أقلية (مع عدد إجمالي من السكان يفوق عدد الأغلبية البيضاء) بين عامي 1998 و2004.

درس العالمان الديموغرافيان روجيليو ساينز ودودلي إل.بوستون جونيور الدول الحالية التي اكتسبت أقليات بيضاء في القرن الحادي والعشرين، وكيف، بدءًا من عام 2017 فصاعدًا، يتوقع انخفاض مستمر في نسبة السكان البيض أن تتبع المزيد من الولايات الأمريكية هذا الاتجاه: حساب غير البيض لأكثر من نصف سكان هاواي، ومقاطعة كولومبيا، وكاليفورنيا، ونيو مكسيكو، وتكساس، ونيفادا. في السنوات العشر إلى الخمس عشرة القادمة، من المرجح أن ينضم إلى هذه الولايات المكونة من نصف دزينة من الأقلية الأغلبية ما يصل إلى ثماني ولايات أخرى حيث يشكل البيض الآن أقل من 60% من السكان. من خلال بحثهما، توقع ساينز وبوستون جونيور أن تتقدم الولايات المتحدة إلى ديموغرافية الأقلية البيضاء بحلول عام 2044. فيما يتعلق بالعديد من السيناريوهات المتوقعة للأقلية الأغلبية عبر العالم الغربي، في مقال نشر عام 2018 لمدرسة لندن للاقتصاد، كتب الأكاديميان إريك كوفمان وماثيو جودوين:
يتغير التكوين العرقي للعديد من الدول الغربية، وفي البلدان التي كان يُنظر إليها سابقًا على أنها تتمتع بأغلبية بيضاء تتراجع هيمنة الماضي. في الولايات المتحدة وكندا ونيوزيلندا، ستصل نقطة الأغلبية الأقلية حوالي عام 2050، بينما من المتوقع أن تحدث في أوروبا الغربية في نهاية القرن. تساءل بعض المعلقين عما إذا كان هذا التغيير قد يؤدي إلى رد فعل متزايد أو رد فعل عنيف أبيض. مع تساوي كل شيء آخر، نقترح أن الإجابة قد تكون نعم.
ومن الأمثلة من العالم النامي البرازيل التي صنفت كدولة ذات أغلبية أقلية فيما يتعلق بالتصنيف العرقي للبيض في أمريكا الجنوبية، وذلك بسبب الانخفاض الديموغرافي طويل الأمد للبرازيليين البيض.